# Fire (singel Radioramy)
„Fire” – singel włoskiego zespołu Radiorama wydany w 1987 roku przez wytwórnie Radiorama Productions i Ariola Records. Utwór napisali Mauro Farina i Giuliano Crivellente. Pierwotnie nagranie miało zostać umieszczone na albumie The 2nd Album, ostatecznie jednak postanowiono zawrzeć je już na kolejnym LP projektu.
Singel zapowiadał nadchodzący trzeci album grupy pt. The Legend i odniósł sukces komercyjny porównywalny z pierwszymi singlami zespołu („Chance to Desire”, „Desire”), wchodząc do Top 20 szwajcarskiej listy przebojów.

## Lista utworów

### Wydanie na 7"[2]
A. „Fire” – 4:18
B. „So I Know” – 4:36
- Nagranie „So I Know” na stronie B pochodzi z albumu The 2nd Album.

### Szwedzkie wydanie na 7"[3]
A. „Fire (Vocal Edit)” – 4:00
B. „Fire (Instrumental Edit) – 3:50
- Autorem remiksów na tym wydaniu jest Frederik Ramel.

### Wydanie na 12"[4]
A. „Fire” – 5:47
B. „So I Know (Remix)” – 5:57

### Włoskie wydanie na 12"[5]
A. „Fire (Extended Version)” – 5:46
B. „Fire (Instrumental Version)” – 5:55
- Faktyczne długości nagrań różnią się od tych napisanych na okładce tego wydania.

### Szwedzkie wydanie na 12" (A Swedish Beat Box Remix)[6]
A. „Fire (Extended Swedish Remix)” – 6:30
B1. „Fire (Vocal Edit)” – 4:00
B2. „Fire (Instrumental Edit)” – 4:00
- Faktyczne długości nagrań różnią się od tych napisanych na okładce tego wydania.
- Autorem remiksów na tym wydaniu jest Frederik Ramel.

### Holenderskie wydanie na 12"[7]
A. „Fire (Special R.E.M.I.X.E.D. Version)” – 7:35
B1. „Fire (Original Version)” – 5:46
B2. „Fire (Instrumental Version)” – 5:55
- Wersje (Original Version) (B1) i (Instrumental Version) (B2) to wersje wydane na włoskiej 12".
- Autorem remiksu na stronie A tego wydania jest Lex van Coeverden.

## Listy przebojów (1987–1988)
| Państwo                      | Najwyższa pozycja |
| ---------------------------- | ----------------- |
| Szwajcaria (Singles Top 100) | 16                |

## Autorzy[9]
- Muzyka: Mauro Farina, Giuliano Crivellente
- Autor tekstów: Mauro Farina, Giuliano Crivellente
- Śpiew: Mauro Farina, Clara Moroni
- Producent: Marco Bresciani, Paolo Gemma